# Erhard Gröger
Pour les articles homonymes, voir Gröger.
Erhard Gröger (né le 15 août 1947 à Spremberg dans le Brandebourg) est un joueur de football allemand (à l'époque est-allemand) qui évoluait au poste d'attaquant, avant de devenir ensuite entraîneur.

## Biographie

### Carrière de joueur
Erhard Gröger joue en faveur de l'Energie Cottbus pendant six saisons, entre 1973 et 1979.

## Palmarès
Energie Cottbus
- Championnat de RDA D2 :
  - Meilleur buteur : 1974-75 (13 buts) et 1976-77 (15 buts).